# Диссернет
Вольное сетевое сообщество «Диссерне́т» — организованное на добровольных началах сетевое сообщество, в состав которого входят профессиональные учёные, работающие в различных областях науки как в России, так и за рубежом, а также журналисты, гражданские активисты, волонтёры.
Первоначально деятельность сообщества заключалась в проведении общественных экспертиз кандидатских и докторских диссертаций, защищённых в российских научных и образовательных учреждениях в период с конца 1990-х годов, и в максимально широком обнародовании результатов таких экспертиз, а также в подаче ЗОЛУСов - заявлений о лишении ученой степени в тех случаях, когда не истек срок давности, установленный российским законодательством. Со временем поле деятельности сообщества существенно расширилось и стало включать в себя исследование всевозможных видов этических нарушений в науке, в том числе в научных публикациях как российских, так и зарубежных авторов.

## История
Сообщество «Диссернет» основано в январе 2013 года; примером для проекта послужил сходный проект в Германии VroniPlag. Результаты расследований сообщества изначально публиковались в их блогах на платформе Livejournal (преимущественно на страничках Сергея Пархоменко и Ростовцева). 20 февраля 2013 года открылся сайт dissernet.org. Этот сайт был зарегистрирован в 2013 году Роскомнадзором как СМИ, получив лицензию ФС № 77-54678, причем его единственным учредителем официально являлся Сергей Пархоменко. 23 декабря 2022 года Тверской районный суд признал регистрацию сайта недействительной по причине «отсутствия деятельности СМИ» и непредоставления Пархоменко копии устава (решение Пархоменко не обжаловал и оно вступило в законную силу в 2023 году).
В декабре 2018 года члены «Диссернета» Василий Власов, Михаил Гельфанд, Андрей Заякин и Андрей Ростовцев были включены в состав новой Комиссии РАН по противодействию фальсификации научных исследований.
1 июня 2024 года Диссернет сообщил о том, что он продолжает работу в анонимном режиме, а некоторые члены сообщества были вынуждены его покинуть.

### Основатели и активисты
Основателями Диссернета являются четыре человека:
- М. С. Гельфанд, российский учёный-биоинформатик, доктор биологических наук, кандидат физико-математических наук, заместитель директора ИППИ РАН[7], известный в Интернете как ЖЖ-блогер Prahvessor[8];
- А. В. Заякин, российский учёный-физик, кандидат физико-математических наук, специалист в области квантовой хромодинамики и теории струн, научный сотрудник Университета Сантьяго-де-Компостела (Испания)[9], известный в Интернете как блогер Dr.-Z[10];
- С. Б. Пархоменко, журналист и издатель, известный в Рунете как ЖЖ-блогер Cook[11];
- А. А. Ростовцев, российский учёный-физик, доктор физико-математических наук, заведующий лабораторией физики элементарных частиц ИТЭФ[12], известный в Интернете как ЖЖ-блогер Afrikanbo[13].

Среди активистов сообщества отмечены, в частности:
- В. В. Власов[14], российский врач, доктор медицинских наук, профессор кафедры управления и экономики здравоохранения департамента государственного и муниципального управления факультета социальных наук НИУ ВШЭ, вице-президент «Общества специалистов доказательной медицины»

Координаторы проектов Диссернета:
- А. А. Абалкина (Калабрина), экономист, кандидат экономических наук, доктор философии Университета Перуджи, доцент кафедры «Мировая экономика и международный бизнес» Финансового университета при Правительстве Российской Федерации[16][17][18];
- И. Ф. Бабицкий, филолог-романист, доктор философии Флорентийского университета[19][20][21];
- Л. Г. Мелихова, аналитик IT, кандидат физико-математических наук[22][23].

## Деятельность

### Задача сообщества
Задача экспертиз «Диссернета» — выявление случаев грубого, преднамеренного нарушения установленных законом правил аттестации (плагиат) научных работников, а также правил и регламентов присуждения учёных степеней. Диссертации, в которых по результатам экспертиз выявлены такие нарушения, «Диссернет» считает фальсифицированными, а дипломы о кандидатских и докторских учёных степенях, присуждённые в результате защиты таких диссертаций, — незаконными и подлежащими аннулированию.

### Этапы работы
Активная работа «Диссернета» началась в январе 2013 года. С этого времени на сайте сообщества были опубликованы многочисленные результаты экспертиз диссертаций, в частности защищённых известными политическими и общественными деятелями России, руководителями крупных научных и образовательных учреждений. Среди объектов внимания «Диссернета» оказались в том числе депутаты Государственной Думы, члены Совета Федерации, высокопоставленные чиновники исполнительной власти, губернаторы субъектов РФ, руководители силовых ведомств, российские миллиардеры, врачи.
К середине 2014 года база данных сообщества содержала тысячи экспертиз кандидатских и докторских работ. В это время один из сооснователей «Диссернета» Андрей Ростовцев сообщил, что «постепенно „Диссернет“ перестаёт интересоваться конкретными персонажами с их липовыми диссертациями. Их тьмы и тьмы и тьмы.» Собранная обширная база данных (содержащая, в частности, атрибуты защит — диссертационные советы, руководители, оппоненты, ученики, родственники и т. д.) позволяет выявлять внутренние механизмы работы сети по производству плагиата: цепочки, по которым, как по кровеносной системе, циркулируют обладатели фальшивых диссертаций.. Примеры такой аналитической работы «Диссернета» содержатся, например, в статьях другого участника «Диссернета» Анны Абалкиной (Калабриной): Генеалогическое древо профессора Губарь, Сеть липовых экономистов РГГУ.
«Диссернет» с 2013 по 2018 год подал в Министерство образования 116 заявлений о лишении учёных степеней кандидатов и докторов экономических наук. За 2022 год ученой степени по заявлениям Диссернета было лишено 274 человека.
В последний день 2022 года Диссернет сообщил об открытии нового сайта, расположенного по прежнему адресу. Новый сайт объединил несколько баз данных в единую систему со сквозным поиском и множеством интуитивно понятных фильтров. Эта работа стала возможной благодаря проведенному Диссернетом краудфандингу.

### Проекты Диссернета

#### Диссеропедия вузов
В марте 2016 года Диссернет открыл Диссеропедию вузов: каталог образовательных организаций, сотрудники которых являются фигурантами Диссернета, — то есть замешаны в тех или иных академических нарушениях: являются авторами диссертации или публикаций с плагиатом, принимали участие в защитах липовых защитах в качестве научного руководителя или оппонента и т. д. Зайдя на страницу вуза, можно посмотреть информацию о его сотрудниках, которая содержится в базе данных Диссернета. На страницах многих вузов дополнительно представлены диссоветы и журналы из перечня ВАК, члены и сотрудники которых также являются фигурантами Диссернета. В частности, в разделе Персоны имеются коллекции ректоров вузов директоров институтов и филиалов, являющихся фигурантами Диссернета.
Вскоре после открытия проекта список вузов стал пополняться не только собственно вузами, но и прочими образовательными и научными организациями, в том числе организациями, входящими в систему Академии наук (РАН), а также научно-исследовательскими организациями(НИИ). На новом сайте Диссернета раздел «Диссеропедия вузов» превратился в меню «Организации»: он включает образовательные и научные организации.

#### Диссеропедия научных журналов
В декабре 2016 года совместно с лингвистом Алексеем Касьяном была открыта «Диссеропедия российских журналов»: каталог научных журналов, имеющих признаки некорректной редакционной политики. Диссеропедия ввела собственную классификацию некачественных журналов: это «хищные» журналы, готовые за плату опубликовать всё, что угодно, «мусорные» — то есть слабые в научном плане журналы, часто вестники университета, публикующие преимущественно сотрудников университета, и «диссеродельные» журналы, обслуживающие конкретный диссовет, массово штампующий «липовые» диссертации. Признаки некорректной редакционной политики, по которым журналы отбираются в Диссеропедию, основаны на известном Списке Джеффри Билла (в первую очередь это указание на фиктивность рецензирования) и дополнены критериями, отражающими отечественную специфику: это плагиат или самоплагиат в публикациях, наличие фигурантов Диссернета в редколлегии/совете журнала, публикация псевдонаучных статей.
Летом и осенью 2019 года Комиссия РАН по противодействию фальсификации научных исследований совместно с Ассоциацией научных редакторов и издателей (АНРИ) обратилась к редакциям научных журналов с предложением отозвать (ретрагировать) около 2500 статей, в которых, по данным Диссернета, были обнаружены нарушения научной этики. В результате журналами было отозвано более 800 статей. По словам председателя Совета по этике Анны Кулешовой, «произошедшее вызвало резонанс, поскольку перевернуло представления о нормальном и типичном для российской науки <…> вдруг стало ясно, что правила игры поменялись, что научное сообщество достаточно сильно, чтобы самостоятельно остановить замусоривание российской науки недобросовестными статьями и экспертами, недостоверными знаниями. Именно это стало сенсацией».
После 2019 года работа проекта продолжается в штатном режиме: в список Диссеропедии добавляются новые журналы с нарушениями, в то же время журналы, исправившие нарушения, после соответствующей проверки удаляются в исторические данные. Координацией проекта и общением с журналами занимается Лариса Мелихова. На новом сайте Диссернета, открытом в конце 2022 года, раздел «Диссеропедия журналов» разместился в меню «Журналы».

#### Судебные экспертизы
В феврале 2021 года Диссернет совместно с Amicus curiae открыл новый проект — Судебные экспертизы: это коллекция спорных псевдонаучных судебных экспертиз по общественным и гуманитарным наукам, имеющих признаки научной несостоятельности и нарушений норм научной этики, позволяющих судьям выносить неправосудные приговоры. По каждой судебной ситуации пользователям предоставляется полный текст спорной судебной экспертизы, текст отрицательной рецензии специалиста в данной области, а также список нарушений научных норм, которые, по мнению рецензента, содержатся в экспертизе. Важная функция проекта — создание базы данных лже-экспертов: по каждому судебному эксперту, попавшему в базу Диссернета, доступна карточка персоны с изложением всех нарушений, а также карточка организации, в которой выполнялись эти спорные экспертизы.

### Доклады Диссернета
С января 2018 года Диссернет публикует тематические доклады, обобщающие результаты работы сообщества. Среди докладов, опубликованных в 2018 году, был доклад, посвящённый структуре диссертационного рынка в России, доклады, посвящённые деятельности Экспертных советов ВАК, доклад по итогам работы журнального проекта Диссернета (во время презентации этого доклада состоялась церемония вручения «журнальной антипремии»), а также доклад, суммирующий и анализирующий этические нарушения экспертов Рособрнадзора.
В 2019 году был опубликован доклад, посвящённый ректорам российских вузов: в документе показано, что 20 % ректоров России имеют неоригинальную диссертацию, и анализируется тот вред, который наносят российскому образованию ректоры — нарушители академической этики.. Был составлен антирейтинг ректоров российских вузов по версии Диссернета.
В 2020 году был опубликован доклад с анализом неоригинальных диссертаций российских судей. Всего выявлено 68 судей, в диссертациях которых обнаружены некорректные заимствования (в частности, пять судей Верховного суда и один судья Конституционного суда).
Кроме того, на базе данных Диссернета был опубликован доклад Комиссии РАН «О хищных журналах и переводном плагиате», показывающий масштаб и картину публикаций российских авторов и университетов в хищнических иностранных журналах. На сайте Диссернета в разделе Персоны легко отфильтровать список из более 1500 авторов переводных публикаций.

### Акция «Обращение российских учёных к высшим руководителям России»
14 сентября 2013 года Общество научных работников (ОНР) опубликовало на своём сайте «Обращение российских учёных к высшим руководителям России». В письме, в частности, говорилось:

Приводим список депутатов Государственной Думы, относительно которых имеются основания предполагать, что в их диссертационных исследованиях содержатся существенные некорректные заимствования, в ряде случаев мог быть совершен подлог документов о научных публикациях и фальсификация диссертационных работ, с кратким описанием выявленных нарушений и ссылкой на подробную публикацию, размещенную на специально созданном в сети Интернет электронном ресурсе http://www.dissernet.org.
— из «Обращения российских учёных к высшим руководителям России»
Далее в документе была представлена таблица, в которой сообщалось о «выявленных нарушениях академической этики» в диссертационных работах 25 депутатов Государственной думы. В список вошли: Р. Ф. Абубакиров, Т. О. Алексеева, Е. В. Афанасьева, Г. А. Балыхин, О. Ю. Баталина, А. В. Богомаз, Н. И. Булаев, В. В. Бурматов, В. А. Васильев, И. Ю. Дроздов, И. Н. Игошин, Р. Д. Курбанов, И. В. Лебедев, О. В. Лебедев, Н. С. Максимова, А. Ю. Мурга, Ю. А. Напсо, Н. В. Панков, А. В. Скоч, М. В. Тарасенко, А. Н. Ткачёв, А. И. Фокин, А. Н. Хайруллин, Н. В. Школкина, В. Ф. Шрейдер.
Для 24 из 25 фигурантов таблицы (за исключением Н. И. Булаева) в качестве источника сведений приводились ссылки на экспертизы, проведённые сообществом «Диссернет» и размещённые на сайте сообщества.
Авторы письма утверждали:

<…> Мы считаем категорически неприемлемым, чтобы судьбу РАН (единственного в России светского учреждения, существующего дольше, чем нынешний государственно-общественный строй), решали, в том числе, и те депутаты нынешнего созыва Государственной Думы, которые заподозрены в фальсификации своих диссертационных работ.
<…> Мы обращаем Ваше внимание на то, что голосование таких депутатов за уничтожение РАН может быть продиктовано страхом разоблачений и мотивами личной мести академическому сообществу, которое неоднократно поднимало свой голос против высокопоставленных фальсификаторов научных исследований, совершавших некорректные заимствования и подлоги…
<…> Депутаты, по которым изобличающие их доказательства опубликованы уже после голосования во втором чтении (…), могли в своем выборе при голосовании руководствоваться скорее опасностью разоблачения своей псевдонаучной деятельности со стороны настоящих практикующих ученых, нежели стремлениями к благу российской науки.
— из «Обращения российских учёных к высшим руководителям РФ»
Обращение Общества научных работников в течение первых пяти суток после опубликования текста подписали более 1150 кандидатов и докторов наук, в том числе члены-корреспонденты и академики РАН.

### Борьба Диссернета за чистку экспертных советов ВАК

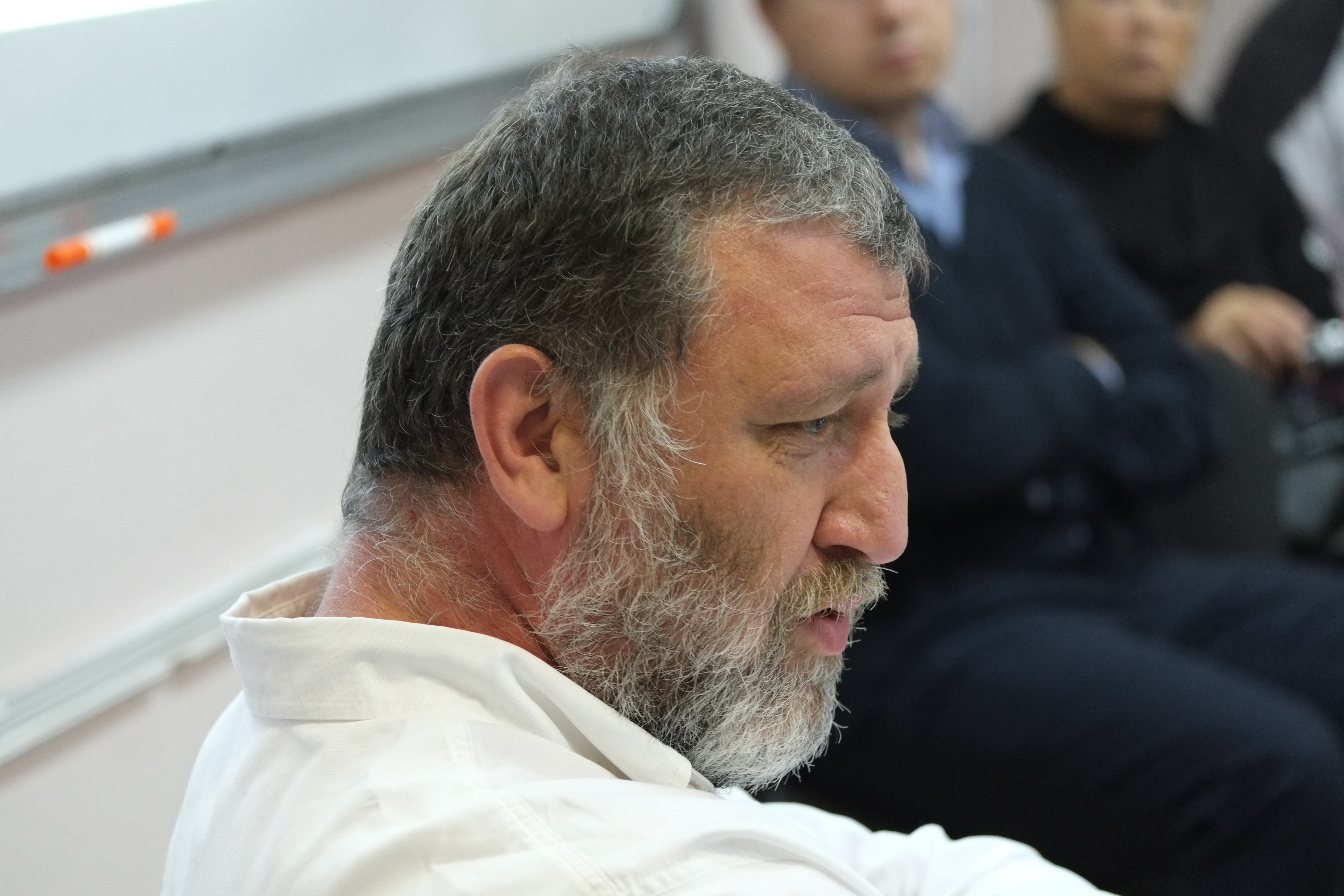
Сергей Пархоменко представляет «Диссернет» на семинаре в Высшей школе экономики

10 февраля 2014 года министр образования и науки России Дмитрий Ливанов в интервью газете «Коммерсантъ», признав наличие в российской науке «репутационного кризиса» и техническую неспособность министерства провести проверку всего массива диссертаций, сообщил, что не одобряет деятельность «Диссернета» (см. раздел Мнения о Диссернете). В своём ответе министру Сергей Пархоменко поставил вопрос о том, что «Диссернет» обнаружил в новых составах Экспертных советов деятелей науки, скомпрометировавших себя причастностью к созданию «липовых» диссертаций. Посредником между Минобрнауки и «Диссернетом» выступил Совет по науке Министерства образования и науки РФ, который выпустил заявление, призывающее руководство Минобрнауки и ВАК пересмотреть составы экспертных советов. Данные «Диссернета» были переданы в приёмную Минобрнауки и председателю ВАК Владимиру Филиппову, после чего министерство заявило, что намерено пересмотреть списки экспертных советов и при обнаружении людей с сомнительной репутацией принять кадровые решения.
Первые результаты появились в конце октября 2014 года: ВАК произвела «ротацию» (фактически — чистку) экспертных советов по экономической тематике. Из этих советов выведены 23 эксперта, под руководством или при участии которых защищались недобросовестные диссертации.

### Использование Диссернета в выпускных работах
В июне 2014 года инструментарий Диссернета впервые был использован для защиты дипломной работы по специальности «Теоретическая и прикладная лингвистика». Используя методические разработки и программное обеспечение Диссернета, студентка Ульяновского технического университета Татьяна Богомазова провела лингвистическую экспертизу выявления признаков плагиата в научном тексте. Исследование, в частности, показало, что 83 % текста кандидатской диссертации заместителя губернатора Ульяновской области Александра Якунина заимствовано из других работ. По итогам защиты дипломная работа была оценена на «отлично».

### «Дело РГСУ»
В 2013 г. внимание Диссернета привлёк Российский государственный социальный университет (РГСУ), в руководстве которого оказалось несколько представителей одного семейства, а именно:
- почётный ректор-основатель РГСУ — В. И. Жуков
- проректор РГСУ — его жена Г. С. Жукова
- действующий (на тот момент) ректор РГСУ — их дочь Л. В. Федякина (Жукова)[80]
- проректор РГСУ — их зять В. С. Федякин[81]
- старший преподаватель РГСУ — их младшая дочь Г. В. Жукова, самый молодой в России доктор наук[82][83]

Массовая проверка диссертаций, защищённых в РГСУ (в их числе — докторская диссертация по истории министра культуры РФ В. Р. Мединского и диссертация губернатора Санкт-Петербурга Г. С. Полтавченко) показала, что большое количество работ имеют массовые некорректные заимствования, о чём представителями Диссернета было написано несколько статей в различных периодических изданиях.
28 апреля 2014 года Федякина Л. В. была уволена с поста ректора РГСУ. Приказ, подписанный министром образования и науки Д. В. Ливановым, не связывает напрямую увольнение Федякиной с деятельностью Диссернета, хотя в ведомстве отметили, что «главной причиной увольнения стало заимствование целого ряда фрагментов текстов других учёных при написании ею докторской диссертации». В результате сложилась парадоксальная ситуация: в связи с истёкшим сроком давности (более трёх лет), Л. Федякина, даже лишившись должности по причине своей диссертации, не может быть лишена докторской степени. Это послужило основанием для возобновления дискуссии об отмене срока давности проверки диссертаций.
В августе 2014 года стало известно о лишении степени Г. В. Жуковой, докторская диссертация которой была защищена в 2011 г., то есть подпадала под установленный срок давности. 17 июля 2014 г. Минобрнауки РФ отреагировало на заявление Диссернета (в лице одного из его основателей Андрея Заякина): в соответствии с рекомендацией Экспертного совета ВАК, замминистра образования и науки Л. М. Огородова подписала приказ о лишении Г. В. Жуковой учёной степени доктора экономических наук за массовые заимствования в тексте диссертации.

### Отказ В. М. Платонова от докторской степени
10 сентября 2014 года сообщество «Диссернет» опубликовало разбор докторской диссертации В. М. Платонова, в то время председателя Московской городской Думы, «Разграничение предметов ведения между Федерацией и её субъектами — как принцип российского федерализма», защищённой в 2010 году. Согласно экспертизе, объём некорректных заимствований составляет 109 из 412 страниц диссертации. Активистами Диссернета было подано официальное заявление о лишении Платонова учёной степени.
Первое заседание диссертационного совета Юридического факультета РУДН о лишении Платонова степени состоялось 25 марта 2015 г. Решения в тот раз принято не было: члены комиссии, назначенной советом для проведения экспертизы работы Платонова, попросили выделить дополнительное время для анализа заимствований, поскольку объём материалов, предоставленных «Диссернетом», слишком велик.
Повторное заседание было назначено на 22 апреля 2015 года. Фактически это заседание также не состоялось, поскольку в самом начале секретарь зачитала заявление Платонова с просьбой лишить его докторской степени. После того как документ был зачитан, председатель диссертационного совета Андрей Клишас поставил вопрос о лишении Владимира Платонова учёной степени на голосование: предложение было принято единогласно.

Мотивы своего поступка Платонов объяснил на своей странице Facebook:
Чисто юридически плагиата здесь не может быть. Ни один из учёных, чьи работы использовались, не только не подал в суд, но и не имеет ко мне никаких претензий.
Он также заявил, что в течение года подготовит новый текст для защиты докторской диссертации.

Комментируя произошедшее событие, соучредитель «Диссернета», журналист Сергей Пархоменко заявил:
Задача «Диссернета» заключается не в том, чтобы лишить звания того или иного чиновника, а в том, чтобы изменить саму систему лжи, сложившуюся вокруг научных диссертаций в России.
В сентябре 2015 года Платонов был лишён учёной степени доктора наук, приказ об этом подписала замглавы Минобрнауки РФ Людмила Огородова, решение принято «в связи с личным заявлением Платонова В. М.». Текст приказа был опубликован на сайте ВАК.

### Лишение докторской степени Р. Ф. Абубакирова
20 ноября 2015 г. на заседании ВАК впервые по заявлению Диссернета был лишён степени действующий депутат Государственной Думы Р. Ф. Абубакиров. Глава комиссии Госдумы по этике Виктор Заварзин сообщил, что «пока не видит» предмета для разбирательства на его комиссии. «Научные степени, награждения, лишения — это профессиональные дела, они другими документами регулируются,— сказал „Ъ“ господин Заварзин.— Мы другие нарушения рассматриваем, это не наша тема».

### Контакты с партией «Яблоко»
В 2016 году наметилось некоторое сотрудничество «Диссернета» и оппозиционной партии «Яблоко» перед выборами в Государственную думу. В июне 2016 года на официальном сайте Яблока было опубликовано со ссылкой на основателя этого общества А. В. Заякина сообщение о лишении двух российских политиков, в диссертациях которых «Диссернет» ранее выявил плагиат, учёных степеней. В августе 2016 года руководитель «Яблока» Э. Э. Слабунова сообщила, что «Яблоко» отказалось выдвигать нескольких человек (фамилии их Э. Э. Слабунова не назвала) в качестве кандидатов, после проверки их научных работ «Диссернетом».

### Экспертизы Диссернета

#### Экспертизы диссертаций
В ряду наиболее заметных экспертиз, опубликованных «Диссернетом», имеются расследования, произведённые в отношении диссертаций, написанных известными и влиятельными деятелями российской политики и науки.

##### Диссертации политических деятелей
Среди прочих, были опубликованы экспертизы работ следующих политиков, в которых обнаружены заимствования:
- П. А. Астахов[114], российский политик, адвокат, телеведущий, писатель, Уполномоченный при Президенте Российской Федерации по правам ребёнка[115][116][117][118].
- О. Ю. Баталина, российский политик, депутат Государственной думы VI созыва от партии «Единая Россия», заместитель секретаря Генерального совета «Единой России»[119][120][121][122].
- Н. Ю. Белых[123], российский политик, губернатор Кировской области[124][125].
- В. К. Бочкарёв[126], российский политик, губернатор Пензенской области[127][128].
- В. В. Бурматов[129], российский политик, депутат Государственной думы VI созыва от «Единой России», член комитета ГД по делам общественных объединений и религиозных организаций, бывший заместитель начальника Центрального штаба ВОО «Молодая гвардия Единой России» (МГЕР)[130][131][132][133].
- В. А. Васильев[134], российский политик, Заместитель Председателя Государственной Думы РФ, руководитель фракции «Единая Россия», генерал-полковник полиции[135][136].
- А. Ю. Воробьёв[137], российский политик и предприниматель, губернатор Московской области, бывший руководитель Центрального исполнительного комитета партии «Единая Россия» (2005—2012)[138][139].

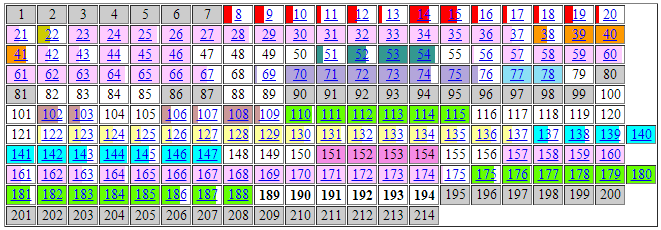
Таблица заимствований Г. С. Полтавченко (подробности здесь)

- Д. Ф. Вяткин, российский политик, депутат Государственной думы VI созыва, Заместитель председателя комитета ГД по конституционному законодательству и государственному строительству, представитель ГД в Конституционном Суде РФ[140][141].
- Д. В. Гордеюк[142], судья Мосгорсуда[143][144].
- В. С. Груздев[145], российский политик и предприниматель, губернатор Тульской области, член генерального совета и член президиума Московского городского регионального отделения партии «Единая Россия»[146][147][148].
- А. Ю. Дрозденко[149], российский политик, губернатор Ленинградской области[150][151].
- В. П. Иванов[152], Директор Федеральной службы Российской Федерации по контролю за оборотом наркотиков[153].
- И. Н. Игошин[154], российский политик, депутат Государственной думы VI созыва[155][156].
- А. Л. Кобринский[157], российский историк и политик, профессор МГУ им. М. В. Ломоносова[158][159][160].
- О. И. Ковалёв[161], российский политик, губернатор Рязанской области[162][163][164].
- В. А. Колокольцев[165], министр внутренних дел Российской Федерации[153][166].
- И. В. Лебедев[167], российский политик, депутат Государственной думы, Заместитель Председателя Государственной думы, один из руководителей ЛДПР[168][169][170].
- В. Р. Мединский[171][172], российский государственный и политический деятель, публицист и писатель, министр культуры Российской Федерации[173][174].
- О. Л. Митволь[175][176], российский политик, Председатель Центрального Совета экологической политической партии «Альянс зелёных — Народная партия»[177].
- Н. А. Никифоров[178], министр связи и массовых коммуникаций РФ[179][180][181].
- Г. С. Полтавченко[86], российский политик, губернатор Санкт-Петербурга, генерал-лейтенант налоговой полиции в отставке[87][182].
- А. Н. Пономарёв[183] — российский предприниматель и политик, депутат Государственной Думы VI и VII созывов.
- И. П. Потехина[184] — заместитель министра просвещения РФ
- М. Ю. Соколов[185], министр транспорта РФ[186][187].
- А. Н. Ходырев[188], российский предприниматель и политик, глава города Реутов[189][190][191].

##### Диссертации ректоров университетов
Среди прочих, были опубликованы экспертизы работ следующих ректоров российских вузов:
- А. В. Николаенко[192][193] — ректор Московского политехнического университета[194][195]. Лишён степени в декабре 2017 г.[196]
- А. А. Александров[197] — ректор МГТУ им. Н. Э. Баумана[198].
- С. А. Кудж[199] — ректор РТУ МИРЭА[200].
- В. С. Малышев[201] — ректор ВГИК имени С. А. Герасимова[202].
- И. А. Максимцев[203] — ректор СПбГЭУ[204].
- Ю. А. Антохина[205] — ректор СПб ГУАП[198].
- С. Н. Глаголев[206] — ректор Белгородского государственного технологического университета им. В. Г. Шухова. Депутат совета депутатов Белгорода.
- Н. И. Мошкин[207] — ректор Бурятского государственного университета[208][209].
- Г. Г. Бубнов[210] — ректор и президент Московского технологического института «ВТУ», президент Moscow Business School, член-корреспондент РАЕН, президент IMD Alumni Club of Russia, член правления «Физтех-Союз»[211].

#### Экспертизы книг
Среди выполненных расследований Диссернета имеются экспертизы, посвящённые монографиям. В частности, были опубликованы экспертизы следующих книг:
- А. И. Бастрыкин[212], глава Следственного комитета РФ. Анализировалась монография «Знаки руки. Дактилоскопия» («Ореол», 2004 г.)[213][214].
- С. С. Собянин[215], российский политический и государственный деятель, мэр Москвы, ранее губернатор Тюменской области и руководитель Администрации Президента РФ. Анализировались кандидатская диссертация 1999 года и монография 2007 года[216][217].
- С. Е. Нарышкин[218], Председатель Государственной думы Федерального собрания РФ, председатель Парламентского собрания Союзного государства. Наряду с кандидатской[219] и докторской[220] диссертациями С. Е. Нарышкина, анализировались монография 2005 года «Иностранные инвестиции (региональный аспект)»[221].

## Награды
- 28 февраля 2014 года Сергей Пархоменко стал одним из лауреатов премии «Золотое перо России» российского Союза журналистов за 2013 год за акцию «Диссернет» в печати и Интернете[222].
- 29 мая 2014 года проект «Диссернет» и его основатели (Андрей Ростовцев, Михаил Гельфанд, Сергей Пархоменко, Андрей Заякин и Кирилл Михайлов) получили приз премии «ПолитПросвет» в двух номинациях: в особой почётной номинации «За честь и достоинство» и в номинации «Народное голосование»[223].
- 20 ноября 2014 года информационный партнёр проекта «Диссернет» — газета «Троицкий вариант — Наука» — получил спецприз премии «Просветитель»[224][225].
- В 2019 году «Диссернет» вышел в финал премии Егора Гайдара в номинации «За действия, способствующие формированию гражданского общества»[226]. Премию в этой номинации получил проект «Сандармох»[227], что горячо приветствовали участники сообщества «Диссернет»: «Мы считаем, что это и наша победа тоже. Победа всех тех, кто не забывает о деле Юрия Дмитриева»[228].
- В 2021 году проект получил премию Гайдара в номинации «За действия, способствующие формированию гражданского общества»[229][230].

## Оценки

### В СМИ
Работа сообщества «Диссернет» получила широкий общественный резонанс, активно освещалась в средствах массовой информации: как в российских, так и в зарубежных — на английском, немецком, французском языках.
В результате исследования Центра мониторинга Public.Ru, проанализировавшего более 7500 федеральных и региональных общественно-политических и деловых печатных изданий, интернет-СМИ, лент информационных агентств, передач центральных теле- и радиоканалов, по итогам 2013 года название «Диссернет» было признано третьим по популярности неологизмом года после слов «Евромайдан» и «титушки». Также журнал «Русский репортёр» упомянул работу «Диссернета» среди наиболее заметных «Вех 2013 года», а интернет-издание The Village поместило статью о «Диссернете» в словаре «Итоги 2013: главные слова и фразы уходящего года». Журнал Коммерсант-Weekend, перечисляя в своём итоговом номере важнейшие культурные и социальные события 2013 года, также посвятил отдельную заметку тому, как «Диссернет» начал борьбу с фальсификациями и плагиатом.

### Положительные
Директор Российской государственной библиотеки А. И. Вислый в интервью сетевому изданию Газета.ру отметил следующее

— Александр Иванович, вам известно о деятельности сообщества «Диссернет», который ищет плагиат в работах известных людей и использует для этого ресурсы РГБ?

— Да, отголоски постоянно до нас доходят, что-то мы знаем. Знаем, что там много энтузиастов. Я считаю, что это социальная сеть, объединившаяся вокруг некой деятельности. Они делают свою работу — пусть делают её дальше… 
В свою очередь председатель экспертного совета ВАК П. Ю. Уваров в интервью тому же изданию

— Среди учёных и конкретно историков есть разные, порой полярные мнения относительно деятельности «Диссернета». Как вы её расцениваете?
— …Расцениваю эту деятельность скорее положительно. Без неё точно никакого толчка к самоочищению бы не было.

Президент РАН Александр Сергеев в интервью «Коммерсанту» положительно оценил деятельность «Диссернета», при этом отметив, что некоторые региональные чиновники, покупающие диссертации, могут совсем не заботиться о своей научной репутации, потому что они не являются учёными и имеют другую систему ценностей. Но если исследователь, занимающийся настоящей научной деятельностью, был уличён «Диссернетом», в таком случае «это просто конец, понимаете?», указал Сергеев.
Глава Комиссии РАН по противодействию фальсификации научных исследований Виктор Васильев указал, что значительная роль «Диссернета» состоит в том, что данное сообщество развеяло иллюзию о невозможности борьбы с плагиатом. Васильев также отметил противодействие системы действиям «Диссернета» в виде постоянной «демагогии, что в плагиате нет ничего страшного». В этой связи Васильев предположил, что многие люди, ответственные за подобные решения, отходят от научного сообщества и становятся более близкими административному сообществу, у которого существуют иные интересы.

### Критика
В октябре 2015 года, в ответ на критику докторской диссертации Владимира Мединского, Константин Аверьянов — ведущий научный сотрудник Института российской истории РАН — выразил недоверие относительно научной квалификации активных членов «Диссернета». Аверьянов высказал сомнение в том, что Андрей Заякин является сотрудником Института теоретической и экспериментальной физики и добавил, что Заякин в российском индексе научного цитирования имеет 22 публикации, последняя из которых появилась в 2013 году. Аверьянов заявил, что не смог найти ни одной научной работы другого члена «Диссернета» — Ивана Бабицкого, а также добавил, что ему не удалось найти сведений о докторской диссертации Бабицкого.
В 2019 году Комиссией РАН по противодействию фальсификации научных исследований, в которую входят члены «Диссернета», накануне выборов членкоров и академиков был опубликован список из 56 человек, у которых были обнаружены различные нарушения научной этики. В связи с этим к вице-президенту РАН Алексею Хохлову обратилась газета «Солидарность» с письмом, в котором среди прочего было заявлено, что «Диссернет» является «зарегистрированной в США организацией», а члены самой организации являются «резидентами стран НАТО». На все вопросы, заданные в письме, ответил председатель Комиссии РАН по противодействию фальсификации научных исследований академик Виктор Васильев, однако ответ не был напечатан в газете «Солидарность», поэтому его опубликовал портал «Научная Россия».
В ноябре 2019 года членов «Диссернета», входящих в состав Комиссии РАН по противодействию фальсификации научных исследований, обвинили в том, что в результате публикации списка 56 учёных фальсификаторов один учёный из этого списка — Николай Михайлов, работавший начальником Научно-организационного управления РАН и претендовавший на избрание членом-корреспондентом РАН, — не выдержал оскорблений, развязанной в СМИ травли и умер. Утверждалось, что «Диссернет» является инструментом аппаратной борьбы и «борется за чистоту российской науки на чужие деньги», а также что его члены получают заработную плату от правительства США. В поддержку Диссернета выступило Общество научных работников, а клуб «1 июля» Академии наук дважды заявил о поддержке Комиссий РАН по противодействию фальсификации научных исследований и по борьбе с лженаукой. Участники общего собрания профессоров РАН единогласно поддержали работу Комиссии по противодействию фальсификации научных исследований.
Министр образования и науки России Д. В. Ливанов высказал следующее мнение о деятельности сообщества

… Во-первых, факт необоснованного заимствования или тем более факт отсутствия научной новизны может устанавливать только эксперт в соответствующей области знания. Никакой компьютерный анализ не может этот факт установить. Любое заключение должно быть выполнено квалифицированными людьми, специалистами в соответствующей области науки. Результаты, которые выдает «Диссернет», этому требованию не удовлетворяют.
В свою очередь председатель ВАК России В. М. Филиппов в интервью РИА Новости отметил

Опираться на слухи, которые есть в «Диссернете», — это не дело ВАКа. Там могут быть не очень корректные заявления… Когда мы будем видеть официальные заявления — пусть к ним будет приложена распечатка из «Диссернета» — тогда мы будем их рассматривать.